# Crotaphytidae
Crotaphytidae is een familie van hagedissen, en bestaat uit de luipaardleguanen (geslacht Gambelia) en de halsbandleguanen (geslacht Crotaphytus).

## Naam en indeling
De wetenschappelijke naam van de groep werd voor het eerst voorgesteld door Hobart M. Smith en Edmund Darrell Brodie III in 1982.
Er zijn in totaal 12 soorten, waarmee de familie een van de kleinere groepen van hagedissen is. Binnen één en dezelfde soort kunnen meerdere kleurvariaties aanwezig zijn. Deze kleurvariaties worden dan meestal vernoemd naar de streek of omgeving waarin ze gevonden dan wel waargenomen zijn. De familie Crotaphytidae werd lange tijd gezien als onderfamilie van de leguanen (Iguanidae).

### Geslachten
Onderstaand de geslachten van de Crotaphytidae, zie voor een lijst van alle soorten de lijst van Crotaphytidae.

| Naam                           | Auteur         | Aantal soorten | Verspreidingsgebied      |
| ------------------------------ | -------------- | -------------- | ------------------------ |
| Halsbandleguanen (Crotaphytus) | Holbrook, 1842 | 9              | Mexico, Verenigde Staten |
| Luipaardleguanen (Gambelia)    | Baird, 1859    | 3              | Mexico, Verenigde Staten |

## Verspreiding en habitat
De soorten komen voor in delen van Noord-Amerika en leven in de landen Mexico en de Verenigde Staten. De habitat bestaat uit drogere, rotsachtige gebieden.

## Levenswijze
Alle soorten zijn overwegend carnivoor en leven van kleine dieren als insecten, maar grotere exemplaren eten ook gewervelden zoals andere hagedissen. Ook plantendelen worden gegeten.